# Colibrí cuallarg verd

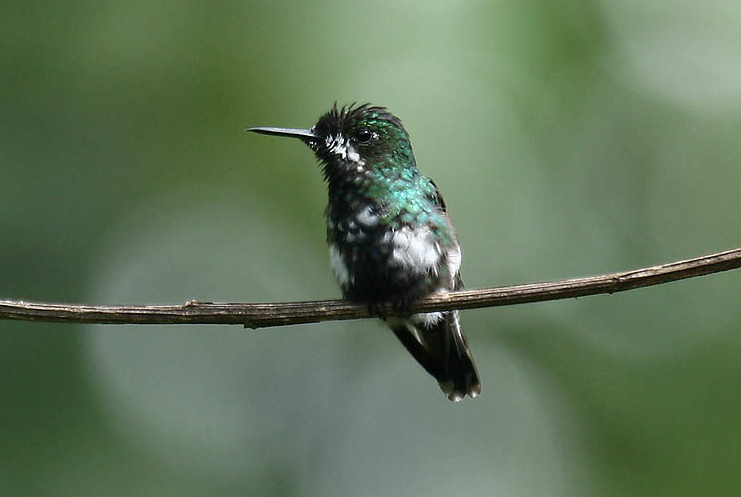
Femella

El colibrí cuallarg verd (Discosura conversii) és una espècie de petit colibrí que resideix des de Costa Rica fins a l'oest de l'Equador. Es pot troba en les elevacions centrals als 700 i 1400 metres d'altura, però a principis de la temporada plujosa pot descendir més baix. A Costa Rica i Panamà es limita als vessants del Carib.